# Quan hệ tình dục thời kỳ mang thai
Hầu hết phụ nữ mang thai có thể tham gia vào các hoạt động tình dục trong suốt thời kỳ mang thai.

## Giảm ham muốn và tần suất tình dục
Hầu hết các nghiên cứu cho thấy rằng, trong khi mang thai, ham muốn tình dục và tần suất quan hệ tình dục sẽ giảm. Trong bối cảnh giảm ham muốn chung này, một số nghiên cứu chỉ ra phụ nữ có xu hướng tăng ham muốn tình dục trong ba tháng đầu thai kỳ trước khi ham muốn này bị giảm sút trong giai đoạn tiếp theo. Tuy nhiên, sự giảm sút này không phải là phổ biến: một số lượng đáng kể phụ nữ báo cáo sự hài lòng tình dục lớn hơn trong suốt thai kỳ của họ.

## Hành vi nguy cơ thấp
Quan hệ tình dục khi mang thai là một hành vi có nguy cơ thấp, trừ khi bác sĩ khuyên rằng nên tránh quan hệ tình dục, bởi vì trong một số trường hợp, hoạt động này có thể dẫn đến các biến chứng nghiêm trọng khi mang thai hoặc các vấn đề sức khỏe như nguy cơ cao khi sinh non hoặc vỡ tử cung. Một quyết định như vậy có thể căn cứ trên tiền sử khó khăn trong lần sinh nở trước. Tuy nhiên, bằng chứng trong lĩnh vực này vẫn còn khá mơ hồ và lời khuyên của bác sĩ có nhiều khả năng dựa trên giả định hơn là kiến thức khoa học.

## Về mặt tâm lý học
Một số nghiên cứu trong những năm 1980 và 1990 cho rằng rất hữu ích cho phụ nữ mang thai khi họ tiếp tục hoạt động tình dục, đặc biệt lưu ý rằng sự thỏa mãn tình dục tổng thể có tương quan với cảm giác hạnh phúc khi mang thai, cảm giác hấp dẫn hơn ở thai kỳ so với trước khi mang thai và đạt cực khoái. Hoạt động tình dục cũng đã được đề xuất như một cách để chuẩn bị cho chuyển dạ. Một số người tin rằng hàm lượng hoocmôn prostaglandin tự nhiên có trong tinh dịch có thể hỗ trợ quá trình trưởng thành của cổ tử cung và làm cho nó linh hoạt hơn, cho phép sự giãn nở của cổ tử cung trở nên dễ dàng và nhanh hơn. Tuy nhiên, hiệu quả của việc sử dụng quan hệ tình dục như một tác nhân cảm ứng "vẫn còn không chắc chắn".

## Phòng ngừa tiền sản giật
Có bằng chứng cho rằng việc tiếp xúc với tinh dịch của đối tác có thể phòng ngừa tiền sản giật, phần lớn là do sự hấp thụ của một số yếu tố điều biến miễn dịch có trong tinh dịch.

## Ảnh hưởng đến thai nhi
Khi mang thai, thai nhi được bảo vệ khỏi việc bị đẩy trong quá trình quan hệ tình dục bởi nước ối trong bụng mẹ và bởi cổ tử cung của người phụ nữ.

## Sau khi mang thai
Quan hệ tình dục sau khi sinh con có thể bắt đầu khi cả hai đã sẵn sàng. Tuy nhiên, hầu hết các cặp vợ chồng người Mỹ thường chờ đợi sau sáu tuần và họ nên tham khảo ý kiến bác sĩ nếu có bất kỳ mối quan tâm nào.